# Oliver Norwood
Oliver Norwood (Burnley, 12 de abril de 1991) é um futebolista inglês que atua na posição de meia. Atualmente joga pelo Sheffield United. 

## Carreira
Norwood começou a carreira no Manchester United.
Oliver Norwood fez parte do elenco da Seleção Norte-Irlandesa de Futebol da Eurocopa de 2016.